# Forbidden Stories
Forbidden Stories is een internationale non-profit journalistieke organisatie. Het coördineert risicovolle onderzoeksprojecten rond onderwerpen als schending van mensenrechten, milieuschandalen en corruptie bij regeringen. Doel is het beschermen van onderzoeksjournalisten, door het publiceren van werk van bedreigde en gevangen gezette journalisten. Het moet de boodschap verspreiden dat het vermoorden van een journalist niet loont, omdat het verhaal daarna door collega's versterkt wordt voortgezet. De naam 'Verboden Verhalen' verwijst naar pogingen om verhalen over belastend onderzoek te onderdrukken.
Individuele journalisten delen hun onderzoek via beveiligde kanalen met Forbidden Stories om deze veilig te stellen. Onderzoek van vermoorde journalisten wordt in gezamenlijke internationale projecten voortgezet. Ook onderzoekt Forbidden Stories de achtergrond van moorden op journalisten en bedreigingen voor de onderzoeksjournalistiek in het algemeen.
Forbidden Stories werd in oktober 2017 opgericht door de Franse onderzoeksjournalist en filmmaker Laurent Richard. De organisatie is gevestigd in Parijs als onderdeel van "Freedom Voices Network". "Forbidden Films" is een dochteronderneming die documentaires over de onderzoeken maakt.
Er wordt nauw samengewerkt met het Organized Crime and Corruption Reporting Project (OCCRP), dat de publicatie van onderzoeken via internationale media coördineert. FS is ook lid van het Global Investigative Journalism Network.

## Achtergrond
Forbidden Stories-oprichter Laurent Richard, werkend bij persagentschap Premières Lignes tegenover Charlie Hebdo in Parijs, was op 7 januari 2015 getuige van de gebeurtenissen direct na de massamoord op journalisten en cartoonisten van Charlie Hebdo. Daarop dacht hij na over een journalistiek antwoord op misdaden tegen de pers en het tegengaan van censuur. Bij de keuze voor gezamenlijke journalistiek werd hij geïnspireerd door eerdere soortgelijke intitiatieven.

## Oprichting en organisatie
De moord op de Maltese journaliste Daphne Caruana Galizia op 16 oktober 2017 triggerde Richard om daadwerkelijk met Forbidden Stories te starten. Twee weken na de moord, op 30 oktober 2017, maakten Reporters Without Borders en Freedom Voices Network de start van de organisatie bekend. FS werd enkele weken eerder geregistreerd onder de naam "Freedom Voices Network". Zij wordt gefinancierd door liefdadigheidsorganisaties en andere donateurs. Tot de donateurs behoren de Nederlandse Limelight Foundation en Vereniging Veronica, en UNESCO. UNESCO doneerde in 2020 via het Global Media Defense Fund $35.000, naast steun voor 44 andere projecten. Deze bijdrage was niet politiek gemotiveerd, maar ter bescherming van journalistieke onafhankelijkheid in het algemeen.
Forbidden Stories werkt op basis van projecten rond een onderwerp. Inmiddels hebben zo'n 60 nieuwsorganisaties en meer dan 100 journalisten uit circa 40 landen over de hele wereld meegewerkt aan onderzoeken. "Forbidden Films" is een onderdeel van Forbidden Stories dat documentaires over de onderzoeken maakt.
Het Daphne Project over Caruana Galizia was het eerste project van FS. Het tweede verhaal gaat over 3 vermoorde journalisten die in 2017 werden vermoord tijdens onderzoek naar Mexicaanse drugskartels.

## Doel en werkwijze
Forbidden Stories coördineert voor Freedom Voice Network het werk van internationale samenwerkingsverbanden van journalisten, om het werk voort te zetten van andere journalisten die worden tegengewerkt, bedreigd of vermoord. Het doel is om verhalen over onderwerpen als milieu, volksgezondheid, mensenrechten en corruptie zoveel mogelijk ongecensureerd te verspreiden. Het idee is, dat samenwerking de beste bescherming biedt en het doden van journalisten wordt ontmoedigd, omdat het verhaal daarna versterkt wordt onthuld en doorgegeven.
Individuele journalisten delen hun onderzoek via beveiligde kanalen met Forbidden Stories om deze veilig te stellen, voor het geval dat hen iets overkomt. Er wordt gebruikgemaakt encryptie, het versleutelen van digitale communicatie via e-mail of smartphone en dergelijke. Daartoe behoren de open source-toepassingen PGP en Signal. Ook SecureDrop van de Freedom of the Press Foundation wordt gebruikt voor informatie-overdracht. SecureDrop is een met encryptie beveiligd communicatiesysteem voor klokkenluiders, dat via het Tor-netwerk verloopt.
Er wordt nauw samengewerkt met Reporters Without Borders bij het leggen van contacten en met het Organized Crime and Corruption Reporting Project (OCCRP), dat de publicatie van onderzoeken via internationale media coördineert. FS is ook lid van het Global Investigative Journalism Network. Ook het International Consortium of Investigative Journalists (ICIJ), dat het onderzoek rond de Panama Papers leidde, ondersteunt de organisatie.

## Projecten

### Daphne Project
Het Daphne Project, het eerste project van Forbidden Stories, was een voortzetting van het werk van de op 16 oktober 2017 vermoorde journaliste Daphne Caruana Galizia. Het onderzoek betrof het witwassen van geld op Malta en corruptie binnen de regering, waarbij politici tegen geld rijken de Maltese en daarmee een Europese nationaliteit verleende. Aan dit onderzoek werkten 45 journalisten mee. In april 2018 publiceerde de OCCRP het eerste rapport over het Daphne Project. In 2020 verscheen een vervolgrapport.

### Mexicaanse drugskartels
Een tweede project dat in 2017 startte betrof het werk van 3 Mexicaanse journalisten die in maart en mei werden vermoord. Zij deden onderzoek naar drugskartels en daaraan gerelateerde corruptie bij de overheid. In 2017 werden daar in totaal 11 journalisten vermoord.

### Green Blood
In 2019 werd onderzoek gedaan naar de duistere praktijken van mijnbouwbedrijven in Tanzania, Guatemala en India. Door 40 journalisten van 30 media in 15 landen werd 8 maanden lang onderzoek gedaan naar
- De North Mara goudmijn in Noord-Tanzania
- Izabalmeer-moorden rond een nikkelmijn in Guatemala
- Misstanden rond zand- en mineraalwinning in Tamil Nadu, Zuidelijk India

### Pegasus Project
Forbidden Stories neemt deel aan het in 2021 opgestarte Pegasus Project, waarin door een internationaal samenwerkingsverband van onderzoeksjournalisten onderzoek wordt verricht en gepubliceerd over de verspreiding van de Pegasus spyware en het gebruik daarvan om het werk van journalisten en mensenrechtenactivisten te onderdrukken en tegenstanders van repressieve regimes te vervolgen.
De spionage-software Pegasus vormt met name een grote bedreiging voor mensenrechten-organisaties en journalisten, omdat deze de encryptie omzeilt die juist essentieel is voor de veilige uitwisseling van informatie.

### Team Jorge
In februari 2023 ontmaskerde de groep de Israëlische organisatie “Team Jorge”, die sinds 2015 actief is en er prat op gaat meer dan 30 verkiezingen te hebben gemanipuleerd, waarvan vele in Afrika. De organisatie is gespecialiseerd in hacking, sabotage en door botfarms geleide desinformatiecampagnes op sociale media om de uitslag van verkiezingen te manipuleren.